# Michel Carly
Michel Carly est un universitaire belge, scénariste et biographe de Georges Simenon.

## Biographie
Passionné par l'image, il commence à suivre des études de cinéma puis devient scénariste pendant 20 ans pour des films publicitaires.
Universitaire et biographe de Georges Simenon, Michel Carly n'a jamais rencontré « de son vivant » l'auteur. Il mène ses recherches en collaboration avec Jean Simenon et les archives du Centre d'études Georges Simenon (et Fonds) de l'Université de Liège. Il a organisé L'œil de Simenon, une exposition en 2003 installé tour à tour en Belgique et en France (mars 2004, Galeries nationales du jeu de Paume).